# Turbicellepora coronopusoidea
Turbicellepora coronopusoidea är en mossdjursart som först beskrevs av Calvet 1931.  Turbicellepora coronopusoidea ingår i släktet Turbicellepora och familjen Celleporidae. Inga underarter finns listade i Catalogue of Life.